# 予備校
予備校（よびこう）は各種試験の受験者に対し、前もって知識や情報を提供する教育施設である。種別としては無認可校や専修学校一般課程、各種学校、のいずれかに該当する。設置者としては、学校法人、財団法人、株式会社、有限会社、個人事業主などがある。
大学予科は本科へ進む前の予備教育課程のことであり、予備校とは区別される。

## 概要
予備校の対応する選抜試験として学校への入学試験と資格試験が主であるため、受験（進学）予備校、資格試験予備校などが一般的に「予備校」と認知されている。また、特定の会社・職種の採用試験（公務員試験、客室乗務員、パイロット、アナウンサー、司法試験、気象予報士、医師国家試験、薬剤師国家試験など）に対応した予備校も存在する。予備校の中には卒業試験や期末試験などの学習補助を行う部門が併設され、その場合は「学習塾」との混合型と見ることも出来る。また、運転免許取得のための自動車教習所（自動車学校）も予備校の一種である。

### 予備校講師
予備校講師の多くは個人事業主であり、年間契約として予備校と契約する。正社員も多い勤務制の塾講師などとは違い、予備校内で講義以外の業務を遂行することは少ない。純粋に講義のみに取り組むため、生徒を集められない人気のない講師は契約を学校側と継続できない一方で人気講師であれば高い報酬で再契約できる。すなわち、担当する教科に関しての知識、話術、生徒を引きつける人間的魅力などを保有しなければならず、人気講師になるには高いプロフェッショナル意識を要求される。

## 進学予備校
一般に大学受験予備校のことを指すが、編入学及び大学院受験予備校も該当する。

### 明治期に誕生した予備校
上級学校へ進学のための受験準備教育機関としての予備学校の歴史は、日本の学校制度での進学状況と連動している。これは明治5年に学制、12年に教育令が制定されているが、以降より旧制中学校や旧制専門学校・旧制高等教育機関・大学への入学を目標とする予備教育の諸学校が次々と設立されるようになったからである。
例えば1年3カ月で廃止されたが、後に総理大臣となった高橋是清を英語教師として招いて辰野金吾らを高等教育機関（辰野の場合は工部大学校）に送り出した佐賀の耐恒寮（その後共立学校と改称。のちの佐賀県立唐津東中学校・高等学校の前身）は、1870年（明治3年）年に設置され翌1871年（明治4年）の開校である。また1878年（明治11年）に、是清が大学予備門教授時代に校長、鈴木智雄らが講師に就任して、大学予備門（のちの第一高等中学校）への進学者のための受験予備校として改革した共立学校（のちの開成中学校・高等学校の前身）も、『坂の上の雲』で、上京した正岡子規や秋山真之らが大学予備門受験のため、同校で学んでいることがわかる。彼らは1883年（明治16年）に入学、翌1884年（明治17年）東京大学予備門へ入学している。
以下のとおり東京を中心に予備校が次々と開校されている。
- 創立年不明 - 須田学舎
- 創立年不明（もしくは1876年） - 成立学舎
- 1871年（もしくは1878年） - 共立学校（のち東京開成中学校に改組）
- 1880年 - 三田予備校（のち三田英学校を経て錦城中学校に改組）
- 1881年 - 独逸学協会学校（のち独逸学協会中学校に改組）
- 1885年 - 東京英語学校（のち日本中学校に改組）
- 1888年 - 国民英学会
- 1889年 - 郁文館（のち郁文館中学校に改組）
- 1889年 - 正則予備校（のち正則中学校に改組）
- 1891年 - 高等商業学校予備門（のち私立商工中学校に改組）
- 1896年 - 正則英語学校（のち正則商業学校に改組）
- 1897年 - 研数学館
- 1900年 - 官立学校予備校（東京物理学校内）
- 1902年 - 正則予備学校
- 1903年 - 開成予備学校（開成中学校内）
- 1903年 - 早稲田高等予備校（早稲田中学校内）
- 1904年 - 京都予備校
- 1905年 - 錦城予備学校（錦城中学校内）
- 1905年 - 中央高等予備学校（中央大学内）
- 1906年 - 高等予備校（専修学校内）
- 1906年 - 日本高等予備校（日本大学内）
- 1907年 - 明治高等予備校（明治大学内）
- 1908年 - 東洋高等予備校（東洋大学内）
- 1910年 - 東京高等予備校（法政大学内）

明治30年から40年、西暦で1897年から1907年の間までに設立されこの時期開校された予備校は、旧制中学の卒業生が旧制高等学校や旧制専門学校入試に失敗したものに対して設置した補習学校が知られる。この頃には都市圏での初頭教育・小学校への就学率はほぼ9割以上にも達し、それに伴い上級学校への入学志願者が増加、明治30年代後半からは入試難も社会問題化しつつあった。
当時の法令上の規定では専門学校である私立高等教育機関、後の私立大学が広く受験生を対象として設置した予備補習校、旧制高等学校や専門学校の受験準備だけを目標として設けられた補習校、私学だけでなく府県立も含めた旧制中学校生の上級学校進学用としてそれら中学校内に設置した補習校といった3つのタイプとなる。これらが予備教育機関としての役割を満たしていた。
特に最初のタイプのは高等予備校という名で、後に1918年の大学令以降正式に大学（旧制）となる教育機関が各自の校舎内に設けた予備校であった。ただしこれらはそれぞれの大学に入学するための予備校でなく、官立の旧制高等学校受験を目指す予備校である。
大学となった私立高等教育機関がこうした機関を設置したのは、各私立大学は帝国大学に連結する旧制高等学校に匹敵するものとして、今日の大学教養部等に相当する予科の募集を開始したのであるが、一方で教室や教員の割からして、意外にも予科学生の確保にも苦悩していたからである。予科の修業年限は1年半ないし2年である。さらには予科の授業内容は受験にも対応した普通教育であったがこれに着目すれば予科の授業に高等学校受験を目指す浪人生も参加させれば、その教室と教員、学生数の問題は一挙に解決すると考えてそれぞれ門徒開放したといえ、現在で言う予備校とは異なるともいえる。現在の感覚では予備校は入学試験の対策機関であるが、中等教育機関自体がいまだ発達していなかった明治期発足のこうした予備校は、受験指導を行うと同時に進学希望者の学力を補充する教育機関ともなっていた。そのため修業年限を3年近く、予科として1年程度の課程を設けるところもあり、地方出身者は地元の中学校を中退して、予備校で勉強に励むことが珍しくなかったという。これらは大学側としては授業と教室は一つで済み、そのうえ予科の学生からも予備校生からも授業料を徴収できる、つまり大学にとって彼らの入学金と1年分の授業料を確保できるのである。中には解雇された他予備校の教員を大量に雇い、教養部を完全に予備校化したものもあるという。つまり予備校生側も浪人というより聴講生のように大学に在籍しているというスタンスを確保することが出来ると同時に、学生にとっては聴講生と予備校生の授業料二重払いも回避でき、通いながら志望学校への再挑戦を目指せることになる。
ほかに旧制中学校、高等女学校、師範学校へ入学するための予備校の機能として高等小学校、あるいは陸海軍の学校への予備校（例えば海軍兵醫學校豫備校、現在の海城中学校・高等学校）など、ある特定の学校へ入学するための予備校などがあった。
小学校から中学校へ、中学校から高等学校や専門学校など上級学校への進学志願者は、第一次大戦後で好景気の頃に著しくかつ急速に増加していったという。
大正中期以降、高等教育諸機関へ進学する希望者が増大するのに伴い、旧制高等学校と専門学校が大幅に拡充されて入試難は一時的に緩和されていくにつれ、大正時代後半にかけて私立大学付設の予備校も減少、早稲田大学内に設置していた早稲田高等予備校と専修学校にあった高等予備校の2校になっている。
1918年（大正7年）には東京都で「東京高等受験講習会」発足（1930年（昭和5年）には駿台高等予備校に改称）、現：駿台予備学校である。

### 昭和期以降の大学受験予備校
昭和初期になると今度は不景気な時代には入試競争は深刻な社会問題と化した。この時期には高等教育機関を卒業しても就職先がないという深刻な事態を起こしていたという。就職難は進学にも影響を及ぼし、旧制中学校卒業生が旧制高等学校の門に殺到するようになっていったという。
このため1927年（昭和2年）には早数学院と東京高等数学塾、1929年（昭和4年）には文理高等予備校、1931年（昭和6年）には東京予備校、1932年（昭和7年）には新宿高等予備校、1933年（昭和8年）には愛知県で河合英学塾、現：河合塾と、相次いで誕生し、戦前までその数は100校近くになっていた。
第二次世界大戦後の昭和24年新制大学の制度が発足して、それまでの予備校は新制大学入試のために受験生に準備教育を行う場としての方向を確立することになり、高度経済成長期頃から大学受験の大衆化により、数年のうちに予備校は急速に発展するようになった。
1957年には代々木ゼミナールが開校している。他に歴史の古いものとして前述の駿台予備学校、河合塾など、1950年代の中盤から後半にかけて、三大予備校などの大手予備校が急成長する下地が形成された。
1960年代から1970年代にかけて、都立学校群制度や共通一次試験が成立したことが追い風となり、予備校は成長期を迎える。祐本寿男は、成長期を支えた予備校として、冷暖房が完備され有名講師を起用するなどの仕組みを持った代々木ゼミナールを挙げている。
1970年代、1980年代、1990年代前半のいわゆる受験バブルの時代においては、現役での進学のほかに高校浪人、大学浪人等で高校進学や大学進学することも一般化し（「一浪」で「人並み（ひとなみ）」などと俗に言われた）、独自の予備校文化も形成されるに至った。
1990年代後半に入り、バブル崩壊・少子化の進展につれて浪人生の数は減少し、浪人生を中心とした本科から現役生を対象とするコースへと重点を置く傾向にあり、推薦入試やAO入試の対策、それに伴う高校の内申点・定期テスト対策などのニーズも高まった。ただし、依然として難関校の一般入試は高倍率であり、大手予備校は規模を縮小しながら存続するとされる。
校種としては専修学校・各種学校のほか、株式会社による設置のものもある（東進ハイスクールや四谷学院など）。予備校生が鉄道などの公共交通機関で通学する際は、予備校が学校登録されている場合に限り通学定期券を利用することができる。なお、株式会社設置のものについては学校登録されていないため不可能である。また学校登録のものであっても、本科生は利用できるが単科生は利用できないといった制約もある。一般的に国立・公立の予備校は設置されていないが、過去には多くの地域で公立高校が補習科として浪人生用の講座・校舎を有していた。福岡県では補習科から独立した県立高校併設型の予備校が多く存在していたが、2016年春に最後の一校（福高研修学園）が閉校になった。鳥取県では高等学校の専攻科が大学進学対策を行っていたが2012年度末で、二つの高校に残っていた専攻科が廃止となった。長崎県には県の外郭団体が運営する予備校が2010年度末まであった。
予備校の業界団体として「全国予備学校協議会」がある。これは設置者が学校法人である予備校のみを会員とするが、代々木ゼミナールや北九州予備校のように未加盟、もしくは加盟後に脱退したものもある。学習塾と異なり、一定の規模の在学者数や教員数を有し、単なる教室だけではなくて校舎を有している場合が多い。
コースとしては以下に大別される。
- 中卒生コース - 中学卒業後に翌年の合格を目指す浪人生のためのコース。「高校受験科」などと呼ばれる。なお既述のとおり、学校登録の予備校については通学定期券を購入することができる（本科生の場合）。
- 高卒生コース - 高校卒業後に翌年の合格を目指す浪人生のためのコース。「大学受験科」などと呼ばれる。なお既述のとおり、学校登録の予備校については通学定期券を購入することができる（本科生の場合）。予備校によっては学生寮を設けている所もあり、一部には全寮制の所も存在する。
- 現役生コース - 現役合格を目指す高校生のためのコース。上記の高卒生コースと併設されているもののほか[注 5]、市進予備校などの現役生専用予備校も存在する[注 6]。

### 編入学予備校
中央ゼミナールが有名。そのほか、英会話教室を中心に、全国に自社ビルや教室を構えるECC、臨床心理士指定大学院受験教育から派生した日本編入学院、池研ネオアカデミー、中央大専門のSTD転部・編入セミナー、進研アカデミー グラデュエート大学部、東京転籍、経済編入予備校、トランスファースクール
、高卒生対象で産能短期大学のカリキュラムを通学で併習しながら対策が出来る河合塾KALSなどが
主要都心部に編入学予備校を開校するほか、通常の大手受験予備校や後述の資格試験系の予備校も編入学部門の予備校を併設している。

## 高卒認定試験予備校
高等学校卒業程度認定試験（旧大検）対策の予備校で、高卒認定試験予備校、高認対策専門予備校 高認予備校、高校卒業認定予備校とも呼ばれる。大手予備校や学習塾、サポート校、フリースクールなどを運営している専門校などが開設運営しているものがある。
全国区で第一高等学院、中央高等学院、トライ式高等学院、高卒認定試験対策協会、ZENKYOSHIN（全国教育振興会）、高卒資格サポートセンター、があり、河合塾は河合塾コスモや大検・大学受験併願コースを開校している。
この外に、高卒認定予備校パーソナルアカデミー、受験準備高ウェッズ、Campus NEXT、大検専門予備校学習社ゼミナール、JIA日本国際学院大検部、松長学院、大検講座マイウェイゼミ、アクセス桜桃会、塾・芳春庵、北野大検学院、専修学校あすなろ予備校、TCC高等学院、明修塾大検部、教栄高等学院、国際アカデミー、BB－School、WAO高等学院、渋谷高等学院大検コース、PAS個別予備校が、北海道は札幌市北区にA EDUCATION PROJECT（エイ・エデュケイション・プロジェクト）、豊平区に池上学院池上オープンスクール、亀田郡七飯町にチーフーキリスト教学園、東北で青森県の学習サークル「サンハウス」、宮城県塩釜市のアテネ受験ゼミナール、仙台市の東北大検専門予備校、福島県いわき市の蛍雪ゼミナールなどがある。
関東圏では大宮予備校、LETS、J－web Schoolの他、茨城県で鹿嶋市の鹿島大検予備校（総香教育ゼミ）、栃木県で宇都宮市の堀江スクール　Vitalスクール、夢作志学院、群馬県で前橋市のKATEKYO学院群馬家庭教師ネットワークや太田市の私立志學館、埼玉県はさいたま市大宮区に少年ボランティアスクール、KATEKYO学院埼京家庭教師会、千葉県は茂原市に誠心学院、成美学園などがある。
東京都には四谷学院、四谷ゼミナール、東京教育学院、学舎直夢、東京と大阪にある東京アカデミー大検大学予備校のほか、中野区に新宿情報ビジネス専門学校付設中野生涯学習センター、世田谷区にSchoolWILLING（スクール・ウィリング）と玉川高等学院、墨田区に荒川学習塾、杉並区にNPO和泉自由学園DARWIN birth 和泉校と渋谷区のDARWIN next 幡ヶ谷教室、東大和市のNPO法人文化高等学院、武蔵野市の三鷹富士学院インスティテュート・フジなどがある。神奈川県には横浜市中区にアララギ学院と西区にWIP（ウィップ）、横浜総合カレッジ、葉山町に耕心塾学習教室がある。
長野県には長野市に学びの森こすも舎、松本市に松本スクエアが、新潟市中央区と長岡市に葵高等学院、中央区に新潟中央学院が、静岡県にはNPO法人コスモスクール未来、静岡市駿河区にコミュニティスペースふらっと、愛知県には名古屋市のゆいまーる学園、名古屋エスクール、名東学院がある。
富山県はMISSION・FREE・SCHOOL・かじ高認予備校、
三重県は松阪市のチャレンジスクール三重、滋賀県は彦根市の彦根大学受験セミナー（Rゼミナール）、京都は京都市伏見区の京都国際予備校、亀岡市のアウラ学びの森 知誠館、大阪には大阪TCC高等学院、大阪市城東区の近畿自由学院、天王寺区の関西高等学園、都島区のLLP 再生塾 YARがあり、兵庫県には神戸YMCA高認コース、神戸市は垂水たるみ区に神戸高校進学予備校、中央区に神戸セミナー、灘区にあずみゼミナールがあり、師友塾が高卒認定コースとして東灘区のリバースアカデミー師友塾と洲本市に全寮制の師友塾「チューリップの館」 五色元気回復学校を開校している。岡山県は倉敷市に明修塾高卒認定試験部、香川県は高松市に高松天成（てんせい）塾（宇都宮スタディルーム）、丸亀市に小野塾が、徳島県徳島市に四国高等学院、高知県高知市にTCC高等学院がある。
九州は、福岡には福岡市南区にAJ国際高等学院と和学館・個別指導専門予備校、久留米市にマンツーマン専門塾や久留米ゼミナール大検サクセスが、長崎県長崎市に桑原塾が、沖縄県は三愛高等学院那覇市にITTO 個別指導学院や総合教育校沖縄高等学院、珊瑚舎スコーレの他、高卒認定資格支援校として宜野湾市のアカデミア インターナショナル ボーディング スクール、豊見城市にITTO 個別指導学院 豊見城中央校がある。

## 音楽学校受験予備校
芸大音楽科・音大受験については音楽大卒の先生に師事するのが一般的であるが、芸大音楽科・音大受験に対応した予備校というのも存在する。例として東京音楽学院、中尾音楽学院、faith music school、ASAKAアートスクール、小金井音楽アカデミー、メイト音楽学院、ラ・ネージュ音楽院長野音大予備校が知られる。音楽大学受験の他、音楽中学校・音楽高校などの受験にも対応している予備校も多い。
宝塚音楽学校受験のための予備校も多数存在し、池袋コミュニティ・カレッジ、鳳蘭レビューアカデミー（渋谷区）、ジェンヌVBM、川路真瑳バレエスタジオ（杉並区）、クレッシェンド、スズキ・バレエ・スタジオといった川路真瑳、鳳蘭、みさとけいのように退団後に予備校を開校するタカラジェンヌもいる。

## 美術大学受験予備校
一部の美大（東京工芸大学、多摩美術大学など)では一般入学試験出願において「高等学校等コード表」のほかアンケート用に「予備校・美術研究所等コード表」を作成しており、これによって全国の予備校・美術研究所等が示されている。以下が該当する予備校の例である。
- 礒貝文子絵画教室天王寺美術学院
- トーリン美術予備校
- 東京武蔵野美術学院
- 美大受験予備校KIKUNAアトリエ
- 横浜美術学院ドルチェ美術研究所
- アトリエ新松戸
- 埼玉美術学院
- 湘南美術学院
- 仙台美術予備校
- 大阪美術研究所
- ASAKAアートスクール
- KILALA美術学院
- 専門学校中の島美術学院
- 新宿美術学院
- 美術研究所画塾
- アトリエエム
- 九州美術ゼミナール
- 千葉美術予備校
- 福岡美術学院
- 宇都宮メディアアーツ専門学校美大受験科

美術予備校/美大予備校は、美術大学の実技受験指導に特化した教育機関として知られる。『日本近現代美術史事典』（多木浩二，藤枝晃雄／監修、東京書籍, 2007年 ISBN：978-4-487-73335-4）で荒木槙也の著述による 17【美術教育】「美術学校・大学の予備校」によると、日本の有名な美術大学は入試倍率が高く、受験には高度な実技能力が求められるため、予備校が日本の美術教育で果たした役割は非常に大きいとし、また受験生も講師や仲間の受験生と一丸となって受験に励むことから、社会的紐帯をはぐくむ場、友人関係を形成する場としての意義も非常に大きいとし、さらには曲りなりにもデッサン技術という美術の基礎を学ぶ場としての実績は過小評価されるべきではないとし、また多くの美術家が学生時代にこうした予備校の講師となって生計を立てていた事実を考慮すると、美術予備校は教育の単なる一段階を越えて、美術界全体に深く関わる存在意義も非常に大きいとされる。
これらの前身は黎明期の洋画家が経営する西洋画の初歩を指導していた個人の画塾であるとし、東京芸術大学美術学部である東京美術学校の設立前から存在していたとされる。そして1896年に東京美術学校に西洋画科が設立されると、画塾が受験対策を開始して受験予備校としての性格を強めた。早くから美術学校の予備校としての機能を明確にしたのは1891年に設立した美術講習所（共立美術学館）であり、狩野友信、広川栄三郎らが指導した。また、『東京藝術大学百年史：美術学校篇』（ぎょうせい）によると、美術学校の教授たちも美術研究所と呼ばれる予備教育施設の経営に積極的に乗り出していったという。こうした美術研究所も多くの若い画学生を集め、美術予備教育の場に加え、受験勉強の場としての発展を遂げた。
第二次大戦期にはこれらの予備校は閉鎖されたが、戦後の1945年に三輪孝が阿佐ヶ谷美術学園洋画研究所（現・阿佐ヶ谷美術専門学校）を設立した。1953年、北海道に札幌美術学園が創立され、1956年に高澤節が美術研究所「すいどーばた洋画会」を設立した。これは1965年にすいどーばた美術学院に発展する。すいどーばた美術学院は海外美術留学コースも設置したが、2017年4月より姉妹校の創形美術学校のコースに移行した。1958年、御茶の水美術学院などのデザイナーやアーティストだけでなく、芸能人の卒業生もいる老舗の予備校も誕生した。こうして美術予備校が新しく登場し、東京芸術大学が開学すると合格者数を競うようになった。
1960年代に美大受験生の数が急増。芸術大学・美術大学受験教育を行うアトリエとして発足する美術研究所も多くみられた。一例として1960年に広島的場町にて松本真美術研究所などは各種学校のひろしま美術研究所からさらに芸術大学・美術大学受験教育部門をひろしま美大芸大予備校と改めている。この時期に発足した予備校には首都圏ではふなばし美術学院（1967年、旧・船橋美術研究所）や本郷美術学院（旧・ほんごーアトリエ、1967年）、立川美術学院（旧・立川現代美術研究所、1969年）などがある。
都下においても美術予備校の台頭は著しく、神奈川県においては戦前の画塾が美術予備校へと形を変えることになる県内最大の美術予備校、湘南美術学院（旧金沢アトリエ）を筆頭に、KIKUNAアトリエ、横浜美術学院（旧アカデミー美術研究所）、鎌倉美術研究所（現在閉鎖）、代々木ゼミナール横浜アトリエ（現在閉鎖）などその後の90年代美術予備校ピークに向け、絵画教室レベルの個人塾を併せると大小様々な美術予備校が増えていくこととなった。
1962年、代々木ゼミナールがデッサン科を設置。1980年に代々木ゼミナール造形学校として発展。また河合塾は1970年に河合塾美術研究所を設立し、美大受験教育は一段産業に成長していく。
上記の著述で荒木は有名美術大学、特に東京藝術大学の入試倍率は戦前の美校時代から今に至るまで非常に高く、その例として絵画科油画専攻の倍率は1967年以降には30倍から45倍の間で推移していることを指摘。このため多くの受験生が浪人を強いられており、予備校の講師は頻繁に講評や面接を行うことで受験テクニックの指導から精神的なサポートまでを行っているとしている。また指導方法は予備校によってさまざまであるが大手予備校には受験に関する情報が多く集まり、また基礎的なデッサン技術から個性的な絵の描き方までを体系的に指導するノウハウが存在し、したがって大手と中小予備校との間で指導能力に大きな差が生じて有名大学の合格者を大手が独占し必然的に翌年の受験生が大手に集中するという社会構造の再生産性が成立しているとしている。さらにこれら予備校が芸大や一流美大の合格者数を競うことが大学間の序列を発生させ、結果として大学の権威を支えてきた一面もあるとしている。
こうした影響から荒木は、美術予備校の教育内容は現代の美術教育史を通じて議論の的であったとしており、高倍率の芸大・美大入試に対応するため、予備校は短期間に受験生を芸術家に仕立て上げる効率的かつ表層的な受験テクニックを教育しているにすぎなく、特に大学の試験時間に合わせた早描きの技術や目立つことを目的とした奇抜表現を多用するという傾向から「受験絵画」と呼ばれる独特の様式を生み出し、受験生の表現を画一化して創造性を妨げる要因として強く批判されてきたという。
このため、野見山暁治は『藝術新潮』38巻10号、「芸大入試はどうあるべきか “石膏デッサン”の功罪」1987年によると、1973年に野見山自身が芸大入試改革を試みたが、技術偏重の入試システムは大きく改善されなかったという。しかし、荒木は美術大学が学生らを一人前の芸術家として扱って実技指導を積極的に行なっていないという現状がある一方で予備校はデッサンや彩画などの実技の基礎技術を学べる場として、その存在を評価する声もあるとしている。荒木は1994年頃から受験生の増加がピークを迎えて少子化の影響で減少傾向にある美大受験生数から経営難に陥る予備校も1990年代後半から現れ始め、2000年前後から業界再編の動きが加速しているとしている。

## 資格試験予備校
資格試験対策の講座を開設している予備校を「資格試験予備校」という。資格取得対策スクール一覧も参照。
資格試験予備校も大学受験のための予備校と同様に、予備校生は学校登録されている予備校（専修学校または各種学校）に鉄道など公共交通機関で通学する際に通学定期券を利用することは可能であるが、テナント施設である予備校に「通学」する際には通学定期券を利用することは不可能である。なお、大原学園（大原グループ）の社会人講座のように、専修学校であっても受講コースや校舎によっては通学定期券の発行が認められないケースもある。

### 建築関連資格
建築士試験を始め建築関連資格の対策校で主なものに日建学院（全国展開）、総合資格学院 ・中部資格学院（全国展開）、中央工学校生涯学習センター資格取得講座、全日本建築士会の建築講座（社団法人全日本建築士会中央建築技術研修所建築士特別養成講座）、東京建築学院、東京建築士会の建築講座、建築士学院（東京都品川区）、建築士の塾 （株式会社アーキ・コミュニケーション研究所運営）、建築士塾（テラハウスICAキャリア開発研究所内）などがある。
また、ワークかしわ（柏工業専門校）資格取得講座建築科（職業訓練法人柏地区共同職業訓練協会が運営）、HIPS（ヒップス、東京と大阪、株式会社ハウジングエージェンシーが主催するライセンススクール）、INDI建築構造学スクール（7日間の合宿セミナーと通信教育による建築構造計算の実務を習得する為の学校、構造家養成）、株式会社田島建築研究室主催WEB講座（東京都江戸川区）タジマ建築研究室一級建築士受験勉強会、アイエルディ一級建築士試験対策講座（製図試験受験者の支援。製図の通信添削、：新宿区）、コスモ建築塾・社団法人全産能連認定優良講座（教育訓練給付制度厚生労働大臣指定講座、コスモ建築設計事務所運営）、愛知県建築組合連合会一級建築士・二級建築士受験講座、橋本省三による「構造設計一級建築士」資格取得支援講座（東洋メディアサービス株式会社主催）、九州建設専門学院/通信講座（受講条件あり）、住宅デザイン研究所（二級建築士など住宅関連資格講座を開催、広島市中区大手町）、青山製図専門学校資格取得対策講座（東京都渋谷区）、東京zone-ton塾（通称「ZT塾」学科製図.com東京事務局主催、製図試験に備えるスクーリング）、理建アカデミー（株式会社理建運営、東京都豊島区池袋）、諒設計（リョウセッケイ）アーキテクトラーニング（一級建築士事務所株式会社諒設計運営、通信教育あり）、スペースデザインカレッジ東京校などでも講座を開催している。これらは一級建築士、二級建築士試験を受験するうえで、計画、法規、構造、施工の学科科目や設計製図の講義、模擬試験等の講習会・セミナーを専門スクールで開講している。

### 宅建予備校
知創社・宅建の資格試験通信講座、日本宅建学院 - 宅地建物取引士資格試験講座（東京都千代田区）、TOP宅建学院（東京都渋谷区）、などがある。

### 土地家屋調査士/測量士・測量士補/不動産鑑定士の各予備校
土地家屋調査士や測量士補に関しては、アガルートアカデミー,LEC東京リーガルマインド, 日建学院, 東京法経学院, 早稲田法科専門学院, 九州不動産専門学院, といった予備校が存在するほか、日本測量協会やユーキャンなども対策の通信講座通信添削講座を開講している。資格試験予備校で不動産鑑定士のコースを設けているのはTACとLECしかない。

### 電気主任技術者（電験）
有名なものに電験大学（リアルタイムで実際の講座と同じ内容が受講できる。オンライン生中継講座とDVD教材が特徴の講座）東京電気学院（東京都豊島区にある電気主任技術者試験、3種、2種、1種、エネルギー管理士基礎講座や試験対策講習会を実施する予備校）デンヨビ（電験に関するネット開講校）などがある。電気業関連では、電気テクニクス（電気工事士、電験第三種の試験対策講習会実施。中野区）、エネパス研修センター（第1種、第2種電気工事士、電気主任技術者等、電気工事士の資格取得講習会。新宿区）、産業技能推進センター（千代田区）などがある。

### 司法試験予備校
法科大学院、新司法試験の対策に力を入れている予備校を指す。早稲田セミナー、LEC東京リーガルマインド、辰巳法律研究所、伊藤塾の4校が大手。伊藤塾と辰巳法律研究所は、当初は司法試験対策のみであったが、現在は他の資格試験対策の講座も開設しており、司法試験対策のみの予備校は存在しなくなった。

### 公認会計士試験予備校
学校法人大原学園グループ（資格の大原）およびTAC株式会社（資格の学校TAC）による寡占状態であり、公認会計士試験合格者の4分の3は大原・TACのいずれかの受講生である。その他、LEC東京リーガルマインドなども参入している。

### 司法書士予備校
東京司法書士学院 - 司法書士試験の専門学校（東京都新宿区）、日本司法学院 - 司法書士試験受験指導（東京都千代田区）などがある。

### 弁理士試験対策
弁理士試験専門の指導機関に、代々木塾（渋谷区）などがある。

### 気象予報士試験予備校
ユーキャンやヒューマンアカデミー、河合塾ライセンススクール、テレビ朝日アスク、東京理科大学生涯学習センターのような広範な資格に対する対策スクールに設けられている講座から、専門の課程では、てんコロの気象予報士講座、コミュニティクラブたまがわ、気象情報システム、といった通信制、お天気学園、ハレックス、株式会社クリア、全教振グループ、藤田真司の気象予報士塾、といったものがある。

### 教員採用試験予備校
教員採用試験対策をする。東京アカデミーが大手でLEC教員採用試験講座、河合塾KALSの教員試験講座、教栄学院、教職ゼミナール、メセナ予備校、教員採用試験対策スクール・kei塾（株式会社イークレスト、仙台市）、教採予備校（教採出版社）、安達総合教育研究所教員採用試験講座、Z会教員採用対策講座などがある。

### 医師国家試験・薬剤師国家試験予備校
国家試験対策をする。浪人生の指導が主であるが、対策授業が大学のカリキュラムに組み込まれることがある。薬剤師も私立大学薬学部を中心に大学の国家試験対策の授業を担当する。

#### 主な予備校
- CES医歯薬国試予備校（医師、歯科医師、薬剤師国家試験対策、進級対策）
- 麻布デンタルアカデミー（歯科医師国家試験支援スクール）
- 医進学園 明治鍼灸柔整予備校｜東京理学看護予備校｜
- 遠田塾
- 英語進学塾リオン（東京都港区、千葉県千葉市、千葉県我孫子市）小学生、中学生、高校生、大学受験専門の英語で結果を出す専門塾
- MLC（Medical License Class）国家試験対策予備校
- 株式会社MHP主催国家試験対策セミナー
- 大阪医歯学院（歯科医師国家試験対策）
- 看護医療ゼミナール（看護医療福祉系専門予備校）
- 看護進学会
- 関西看護医療予備校
- 看予備
- CAN医療国試塾
- 京都看護医療予備校（看護・医療系専門予備校、愛称は京看）
- さわ研究所（看護国試対策予備校）
- さいとう歯道塾（歯科医師国家試験予備校）
- 新宿セミナー（看護医療系予備校）
- 歯科医師国家試験e-ラーニング予備校講座
- ZEDA デンタルアカデミー（歯科医師国家試験合格のための予備校）
- 武田塾
- テコム（TECOM、医師国家試験対策予備校）
- DES歯学教育スクール（歯科医師国家試験対策予備校）
- 東京アカデミー（看護医療系予備校）
- 東京医歯学専門予備校
- 東京鍼灸柔整予備校
- Dr.'sセミナー（歯科医師国家試験対策予備校）
- 奈良看護医療予備校
- 日本理学療法士専門予備校
- 日本医歯薬研修協会（医師、歯科医師、管理栄養士の国家試験受験対策予備校、滋慶学園グループ）
- 日本放射線技師会国家試験直前対策講習会（診療放射線技師国家試験対策）
- 番町セミナー
- 弘中塾（歯科医師国家試験対策個別指導専門塾）
- ファーマプロダクト（薬剤師国家試験対策予備校）
- 北海道第一看護予備校
- マンツーマン教育社
- マック（MAC、医師国家試験予備校ら株式会社マック・メディカル）
- メドック医療予備校
- medu4 SCHOOL（医学教育情報発信サイト）
- メック（MEC、医師国家試験予備校)
- Medisere（メディセレ、薬剤師国家試験予備校）
- メディカルマインド（小さな医歯薬獣医学国家試験専門予備校）
- 薬学ゼミナール（薬剤師国家試験対策予備校）
- 薬進塾（薬剤師国家試験対策予備校〔薬剤師国家試験予備校〕）
- 悠久看護予備校
- 代々木塾
- L＆C東京獣医学研修センター（獣医師国家試験予備校）

### 助産師国家試験受験予備校

#### おもな予備校
- マンツーマン教育社
- 京都看護医療予備校
- 悠久看護予備校
- 江原予備校医療看護受験部
- 東京予備校社会人のための講座助産師・保健師学校受験コース
- SAN
- 東京アカデミー
- 東京予備校助産師保健師コース
- 東京看護医療教育学院
- 新宿セミナー
- 全教振グループ日本メディカルスクール
- 第一看護予備校保健師・助産師コース
- 北海道第一看護予備校保健師助産師コース
- 看護医療受験通信予備校パーフェクトアシスト
- 関西看護医療予備校
- 看護医療ゼミナール
- 神戸お茶の水医秘書福祉専門学院看護学校受験弊習科
- カレラック看護医療スクール
- お茶の水女子アカデミー
- 遠田塾
- 東京理学看護予備校
- 日本看護医療予備校
- 看予備

### 柔道整復師鍼灸師
- 柔道整復師鍼灸師国家試験対策予備校

## 公務員試験予備校
採用試験対策をする。公務員試験は法律系科目が大きなウェイトを占めるため、資格取得予備校（司法試験、司法書士、行政書士）との併設も多い。

### おもな予備校
- 東京アカデミー
- 資格の大原
- TAC
  - 早稲田セミナー
- クレアール
- ヴィッセン公務員試験予備校
- LEC東京リーガルマインド
- 公務員試験のEYE
- Z会
- 喜治塾
- 札幌公務員受験学院
- 福島公務員ゼミナール
- 公務員試験研究所
- 株式会社公務員試験予備校
- エポックセミナー
- キャリア・サポート・セミナー
- 伊藤塾
- 公務員試験対策予備校CSS
- 公務員試験地獄の特訓塾-株式会社クイック教育システムズ
- メセナ
- 株式会社ビジョンクエスト
- 株式会社グローバルアイ
- 日経教育グループ（沖縄県）専門学校日経ビジネス・那覇日経ビジネス

## 警察官採用試験予備校
上記の公務員試験予備校が警察官#採用試験対策の講座を開講しているが、伊藤鋼一が主宰する警視庁受験伊藤塾などもある。

## 就職予備校
希望職種に就く事を目的とする予備校であり、日本では施策として就職活動のための就活予備校というプログラムが存在する。

### 就職予備校の例
- 就活ステーション®️ (大阪市中央区サンクスキャリア)
- 内定塾（東京都千代田区ほか）
- マックスキャリアアップ（大阪市城東区、マックス教育グループ主催）
- 我究館（東京都港区）
- 就活ゼミ（東京都渋谷区、東京デジタル専門学院）
- 就活ゼミ（大阪市北区ほか、KEC教育グループ）
- 就活ゼミ
- 就活コーチ
- 西成就職予備校（大阪市、社団法人大阪市人権協会）
- 就職予備校ACE（アルヴィオン）
- 就職予備校就職塾新生アカデミー（愛知県長久手市）
- 就活対策予備校（大阪市、有限会社スライヴ）
- サクセスIT就職予備校
- CRS 教育事業部
- 通信制就職予備校「ココロ・シンデレラ」
- 日経教育グループ（沖縄県）株式会社日経就職でき～る・専門学校日経ビジネス・那覇日経ビジネス

マスコミ系
- MSF就活セミナー
- 大熊塾
- TNS転職予備校
- 学生メディアフロンティア（GMF）
- Wセミナーマスコミ対策講座
- TNSマスコミ研究会
- マスコミ就職・一般有力企業就職「高田塾」
- テレビ朝日アスク（アナウンサー養成スクール）
- 中央ゼミナール大学院入試コースマスコミ系
- 阪東ゼミ
- アントレプレナーセンター（旧・株式会社就職予備校）

エアライン系
- TOPエアビジネス学院（宮城県、航空会社就職予備校）
- エアリッジ語学院・エアリッジ（エアライン就職予備校）
- ARKアカデミー（エアライン就職予備校）
- VICアカデミー（エアライン就職予備校）
- TOKYO VIC ACADEMY（東京ヴィック・アカデミー）
- TOYOU VIC ACADEMY
- イカロスアカデミー（客室乗務員・キャビンアテンダント・グランドスタッフ、パイロット・管制官、航空無線通信士・航空特殊無線技士、治験翻訳就職まで）
- Crew & Careers（クル・アンド・キャリ、エアラインキャリアアップスクール）
- アシアナアカデミー（アシアナスタッフサービス運営、予約発券業務関連）
- 横浜エアライン学院テイクオフ（エアライン就職予備校）
- 日本スチュワーデス学院（エアライン就職予備校）
- 東京スチュワーデス専門学院（エアライン就職予備校）
- ECCエアライン学院（エアライン就職予備校）
- スカイアリーキャビンアテンダントスクール（エアライン就職予備校）
- バークレーハウス語学センター/バークレーエアライン学院（東京都千代田区）
- アークアカデミー・エアラインスクール（東京都渋谷区）
- インターナショナルエアアカデミー（福岡市中央区)
- 航空専門スクール エアロスペース（福岡県北九州市小倉北区、株式会社エアロスペース)
- エアラインキャリアアップスクール
- シアトルフライトアカデミー
- 客室乗務員養成・エアラインスクール「エアリッジ」
- スチュワーデス塾
- 西日本アカデミー キャビンアテンダント養成
- アートアイCA養成講座
- アマテラス（スチュワーデス志望者へのカウンセリング、プライベートレッスンスクール）
- Brilliant Japan
- 語学スクール「アイザック」エアラインコース
- Magnolia（エアラインスクール、個人レッスン型）
- カズスカイゼミナール（スチュワーデス志望者への個人指導専門塾）
- AFNスクール（東京都千代田区、元全日空の教授陣によるスチュワーデスグランドホステス養成スクール）
- スカイビジネススクール
- 神戸ソフィア英会話学院スチュワーデス養成等のコース
- 丸美アカデミー学園
- エアラインアカデミー・スカイシップ
- 銀座キャビンアテンダント育成スクール
- キャビンアテンダント育成 メルパティトレーニングセンター
- シアトルフライトアカデミー（社団法人日本エアマンシップ・操縦士養成機構）

## 起業予備校
起業についての予備校は、以下のものがある。
- ボーダレス・ジャパン
- ジャミック開業予備校
- 社労士開業予備校
- 接骨院開業予備校-株式会社メディックス
- ノーリスク起業予備校
- 株式会社OCL起業予備校プレセミナー
- モンテセラピー協会モンテセラピープロフェッショナルスクール
- メープル&カンパニー-パン屋開業スクール
- エステサロン独立開業を目指すならアイウ・エステ開業スクール
- 日本雑貨カフェクリエイター協会雑貨＆カフェ開業スクール
- いい繁盛店株式会社開業スクール
- ビューティーフレンド糸脱毛のエステ開業スクール
- CoCoRoきれい塾（エステサロン開業スクール）
- 楽駄リペアショップ開業スクール
- 飲食開業経営支援センターカフェ開業セミナー
- coco/soraエステ開業スクール
- ミサリングファクトリーお菓子教室開業スクール
- 心美体コンディショニング・サロン開業スクール
- 整体院開業スクール回復整体横浜校
- 商い繁盛館商い飲食開業スクール
- 日本パブ＆バー経営専門学院
- カトレカービューティ開業スクール
- 四国手技療法協会四国カイロプラクティック開業スクール
- BTS協会認定校バリエステ＆アロマテラピースクール
- べんりや開業スクール
- メディカル・サービスサロン開業スクール
- 佐奈栄学園カフェズ・キッチン
- 日本バーテンダースクール
- エステスクール日本ビューティースクール
- 山梨整体学校
- アルファコーポレーション靴リペアショップ開業スクール
- ヴィサージュセラピスト講座
- デントリペアワークスウインドリペアスクール
- 有限会社キクミ商会洗い美装業研修所
- リライブフードアカデミー
- フードプロ総合アカデミー
- ロックスミスジャパン株式会社くつぞこトントン（靴修理・開業・スクール）
- NPO法人日本ハウスクリーニング協会JHAビジネススクール
- こりもみ整体スクール
- 船井総研スクール
- 栃木リラクゼーションスクール